# 군단지도자
군단지도자(독일어: Korpsführer)는 나치 독일의 국가사회주의 자동차군단 및 국가사회주의 항공기군단에서 사용된 최고위 계급이다. 전체 조직을 통틀어 단 한명의 군단지도자가 존재했다. 돌격대의 참모장과 동렬이며, 서류상으로는 친위대 제국지도자와도 동렬이다.